# 不知所措 (嵐)
《不知所措》（とまどいながら）是嵐的第十枚單曲。於2003年2月13日發行。唱片公司為J Storm。

## 解說
- 在公信榜上初登場未能獲得首位（當時的首位為RUI的《月的點滴》），連續首位紀錄止於5首。
- 續前單曲《PIKA☆NCHI》，初回盤中附有Secret Talk。但由於附在第6首歌曲之後，很多人並沒有發覺。
- MV採用了在小小城市中的嵐的設定，而嵐正在那樣的小小城市中散步。
- 在電視表演時，A段旋律由二宮一人唱（CD裡是櫻井和二宮）；B段前半是松本和相葉，後半是松本和櫻井（CD裡是松本和相葉）。
- 二宮和也在ARASHI All the BEST!CLIPS1999-2009中提到在'不知所措'正式收錄時，

自己邊唱邊吐。二宮和也：我想我可能是嚇到了，邊唱邊吐，就我一個人，一堆東西從我嘴裡跑出來，真的讓我很難過的是，團員們沒有一個人來幫我，我猜他們也都被嚇傻了吧，很少有人在正式收錄中邊唱邊吐的吧·····

## 收錄曲
1. 不知所措（とまどいながら）
（作詞、作曲 、編曲：大柳博夫）
日本電視台連續劇「好孩子的伙伴 ～新米保育士的故事～」主題歌（櫻井翔主演）
2. 冬之氣息（冬のニオイ）
（作詞、作曲：girls talk　編曲：石塚知生）
3. 唯獨你好（君がいいんだ）
（作詞：戶澤暢美　作曲：清水昭男　編曲：h-wonder　Rap詞：SHOW）
4. 戀心
（作詞、作曲：SILAS LEE　編曲：安部潤）
富士電視台「2003年春天高校排球賽」印象曲
5. 不知所措（Original Karaoke）
6. 冬之氣息（Original Karaoke）
7. 唯獨你好（Original Karaoke）
8. 戀心（Original Karaoke）